# Christian Dubé
Christian Dubé (Sherbrooke, 25 aprile 1977) è un allenatore di hockey su ghiaccio, dirigente sportivo ed ex hockeista su ghiaccio canadese naturalizzato svizzero.

## Carriera
Figlio di Normand Dubé, nacque in Canada, ma crebbe in Svizzera, dove il padre fu dapprima giocatore e poi allenatore di hockey su ghiaccio. Qui esordì con la maglia del Martigny prima di tornare in Nord America per giocare in QMJHL (Sherbrooke Faucons e Hull Olympiques). Nel 1995 fu scelto al draft dai New York Rangers, con cui disputerà 36 incontri nelle successive tre stagioni, giocando perlopiù col farm team in American Hockey League, gli Hartford Wolf Pack.
Dal 1999 ha fatto ritorno in Lega Nazionale A dove ha vestito le maglie di HC Lugano (1999-2002), SC Bern (2002-2011) e HC Fribourg-Gottéron (2011-2015).
Ha annunciato il ritiro al termine della stagione 2014-2015, per diventare direttore sportivo dello stesso HC Fribourg-Gottéron.
Nell'ottobre 2019 venne chiamato a sostituire l'allenatore Mark French per quella che doveva essere una soluzione ad interim. Grazie ai buoni risultati, Dubé non solo mantenne invece il doppio ruolo fino al termine della stagione,ma fu anche confermato nelle stagioni successive. Nel novembre 2023, la società annunciò che dal successivo 1º marzo 2024, il ruolo di direttore sportivo sarebbe divenuto Gerd Zenhäusern, mentre Dubé avrebbe continuato a ricoprire il ruolo di head coach.

## Statistiche
Statistiche aggiornate a marzo 2015.

### Club
| Stagione  | Squadra            | Stagione regolare | Stagione regolare | Stagione regolare | Stagione regolare | Stagione regolare | Stagione regolare | Playoff | Playoff | Playoff | Playoff | Playoff |
| Stagione  | Squadra            | Lega              | P                 | G                 | A                 | Pt                | PIM               | P       | G       | A       | Pt      | PIM     |
| --------- | ------------------ | ----------------- | ----------------- | ----------------- | ----------------- | ----------------- | ----------------- | ------- | ------- | ------- | ------- | ------- |
| 1991-1992 | Martigny           | NLB               | 0                 | 0                 | 0                 | 0                 | 0                 | 2       | 0       | 0       | 0       | 0       |
| 1992-1993 | Martigny U20       | Elite Jr. B       | 27                | 36                | 40                | 76                | 34                |         |         |         |         |         |
| 1993-1994 | Sherbrooke Faucons | QMJHL             | 72                | 31                | 41                | 72                | 22                |         |         |         |         |         |
|           | Martigny           | NLB               | 0                 | 0                 | 0                 | 0                 | 0                 | 2       | 0       | 1       | 1       | 0       |
| 1994-1995 | Martigny           | NLB               | 1                 | 0                 | 0                 | 0                 | 0                 | -       | -       | -       | -       | -       |
|           | Sherbrooke Faucons | QMJHL             | 71                | 36                | 65                | 101               | 43                | 7       | 1       | 7       | 8       | 8       |
| 1995-1996 | Sherbrooke Faucons | QMJHL             | 62                | 52                | 93                | 145               | 105               |         |         |         |         |         |
| 1996-1997 | Hull Olympiques    | QMJHL             | 19                | 15                | 22                | 37                | 27                | -       | -       | -       | -       | -       |
|           | New York Rangers   | NHL               | 27                | 1                 | 1                 | 2                 | 4                 | 3       | 0       | 0       | 0       | 0       |
| 1997-1998 | Hartford Wolf Pack | AHL               | 79                | 11                | 46                | 57                | 46                | 9       | 0       | 4       | 4       | 6       |
| 1998-1999 | New York Rangers   | NHL               | 6                 | 0                 | 0                 | 0                 | 0                 | -       | -       | -       | -       | -       |
|           | Hartford Wolf Pack | AHL               | 58                | 21                | 30                | 51                | 20                | 6       | 0       | 3       | 3       | 4       |
| 1999-2000 | Lugano             | NLA               | 45                | 25                | 26                | 51                | 52                | 14      | 8       | 12      | 20      | 14      |
|           | Lugano             | EHL               | 10                | 4                 | 4                 | 8                 | 4                 | -       | -       | -       | -       | -       |
| 2000-2001 | Lugano             | NLA               | 44                | 20                | 34                | 54                | 50                | 18      | 4       | 14      | 18      | 22      |
| 2001-2002 | Lugano             | NLA               | 38                | 22                | 37                | 59                | 22                | 13      | 4       | 13      | 17      | 14      |
| 2002-2003 | Bern               | NLA               | 44                | 15                | 36                | 51                | 26                | 13      | 4       | 8       | 12      | 14      |
| 2003-2004 | Bern               | NLA               | 35                | 14                | 25                | 49                | 24                | 15      | 3       | 16      | 19      | 8       |
| 2004-2005 | Bern               | NLA               | 34                | 12                | 26                | 38                | 20                | 11      | 4       | 5       | 9       | 8       |
| 2005-2006 | Bern               | NLA               | 38                | 7                 | 25                | 32                | 48                | 6       | 1       | 2       | 3       | 8       |
| 2006-2007 | Bern               | NLA               | 40                | 16                | 38                | 54                | 36                | 17      | 0       | 16      | 16      | 24      |
| 2007-2008 | Bern               | NLA               | 47                | 10                | 42                | 52                | 30                | 6       | 1       | 4       | 5       | 12      |
| 2008-2009 | Bern               | NLA               | 46                | 15                | 41                | 56                | 32                | 6       | 3       | 2       | 5       | 2       |
|           | Bern               | Champions HL      | 4                 | 5                 | 0                 | 5                 | 6                 | -       | -       | -       | -       | -       |
| 2009-2010 | Bern               | NLA               | 5                 | 1                 | 5                 | 6                 | 0                 | 13      | 2       | 8       | 10      | 12      |
| 2010-2011 | Bern               | NLA               | 44                | 14                | 35                | 49                | 18                | 11      | 2       | 4       | 6       | 6       |
|           | Bern               | ET                | 8                 | 3                 | 2                 | 5                 | 4                 | 2       | 0       | 0       | 0       | 0       |
| 2011-2012 | Gottéron           | NLA               | 40                | 8                 | 28                | 36                | 55                | 11      | 3       | 3       | 6       | 4       |
| 2012-2013 | Gottéron           | NLA               | 48                | 13                | 29                | 42                | 18                | 16      | 0       | 9       | 9       | 2       |
|           | Gottéron           | ET                | 7                 | 0                 | 4                 | 4                 | 16                | -       | -       | -       | -       | -       |
|           | Gottéron           | Spengler          | 4                 | 1                 | 0                 | 1                 | 2                 | -       | -       | -       | -       | -       |
| 2013-2014 | Gottéron           | NLA               | 36                | 8                 | 12                | 20                | 8                 | 10      | 1       | 6       | 7       | 6       |
|           | Gottéron           | ET                | 8                 | 0                 | 2                 | 2                 | 8                 | -       | -       | -       | -       | -       |
| 2014-2015 | Gottéron           | NLA               | 46                | 10                | 15                | 25                | 43                | 6       | 1       | 2       | 3       | 25      |
|           | Gottéron           | CHL               | 7                 | 3                 | 2                 | 5                 | 6                 | -       | -       | -       | -       | -       |

### Nazionale
| Stagione  | Livello    | Risultati    | Risultati | Risultati | Risultati | Risultati | Risultati |
| Stagione  | Livello    | Competizione | P         | G         | A         | Pt        | PIM       |
| --------- | ---------- | ------------ | --------- | --------- | --------- | --------- | --------- |
| 1995-1996 | Canada U20 | WJC-20       | 6         | 4         | 2         | 6         | 0         |
| 1996-1997 | Canada U20 | WJC-20       | 7         | 4         | 3         | 7         | 0         |

## Palmarès

### Club
- Campionato svizzero: 2

 Berna: 2003-04, 2009-10
- Quebec Major Junior Hockey League: 1

 Hull Olympiques: 1996-97
- Memorial Cup: 1

 Hull Olympiques: 1996-97

### Nazionale
- Campionato del mondo U-20: 1

 Canada U-20: 1997

### Individuale
- Quebec Major Junior Hockey League:

1993-94: Offensive Rookie of the Year "Michel Bergeron Trophy"
1995-96: Most Sportsmanlike Player "Frank J. Selke Trophy"
1995-96: Most Valuable Player "Michel Brière Trophy"
1995-96: Personality of the Year "Paul Dumont Trophy"
- Central Hockey League:

1995-96: Player of the Year
1996-97: Memorial Cup All-Star Team
1996-97: Memorial Cup Champion
1996-97: Memorial Cup Most Points "Ed Chynoweth Award" (13)
1996-97: Memorial Cup Most Valuable Player "Stafford Smythe Trophy"
- Campionato del mondo U-20:

1997: All-Star Team
- Lega Nazionale A:

1999-00: Forward of the Year
1999-00: Most Goals (25)
1999-00: Most Points Playoffs
2000-01: Most Points Playoffs
2001-02: Most Assists (38)
2001-02: Most Points (60)